# Conseil de sécurité nationale (Turquie)
Pour les articles homonymes, voir Conseil de sécurité nationale.

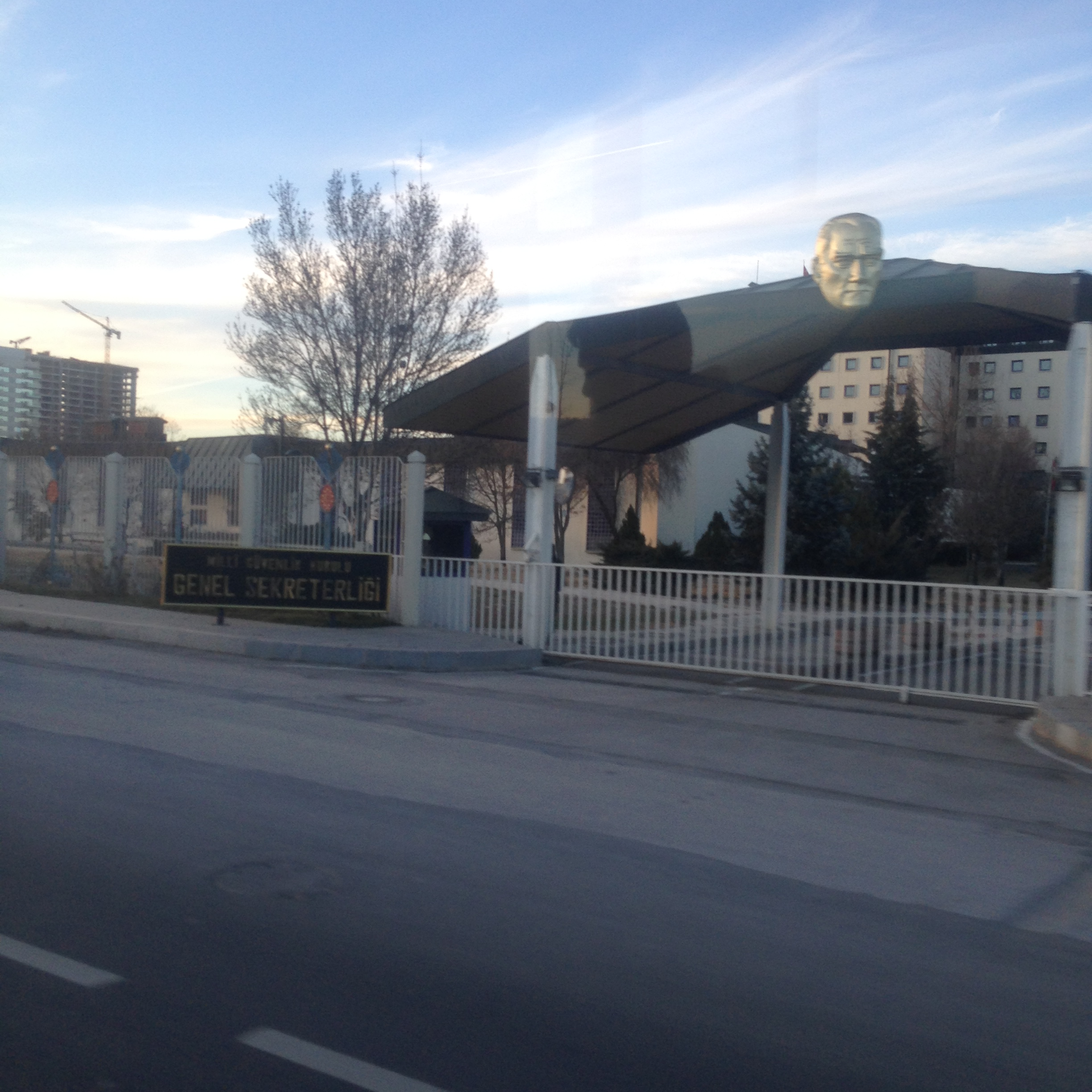
Le Conseil de sécurité nationale, Ankara

Le Conseil de sécurité nationale (en turc Milli Güvenlik Kurumu ou MGK) est une institution turque constituée de civils et de militaires. Il est présidé par le président de la République et comprend le chef d'état-major, les quatre généraux qui commandent les Forces armées (air, terre, mer) et la gendarmerie, le Premier ministre, le ministre de l'Intérieur, le ministre des Affaires étrangères, le ministre de la Justice et les vice-Premiers ministres.
Institué en 1961, son rôle est considérablement renforcé par la Constitution de 1982, qui en fait une véritable instance de contrôle et de surveillance, un « gouvernement-bis ». Après la réforme de 2001, l'influence du MGK a été considérablement réduite : il est devenu un organe essentiellement consultatif.